# Avey Tare
Avey Tare, rodným jménem David Michael Portner (* 24. dubna 1979) je americký hudebník, bratr umělkyně Abigail Portner. V roce 1999 spoluzaložil skupinu Animal Collective, se kterou vydal řadu alb. Roku 2007 vydal společné album se svou tehdejší manželkou Kríou Brekkan s názvem Pullhair Rubeye. V roce 2010 vydal u vydavatelství Paw Tracks své první sólové album nazvané Down There. Rovněž společně se zpěvačkou Angel Deradoorian vystupoval se skupinou Slasher Flicks, která v roce 2014 vydala první album s názvem Enter the Slasher House. Dále byl aktivní v projektu Terrestrial Tones. Dne 3. dubna 2016 vystoupil s dalšími hosty na koncertu velšského hudebníka Johna Calea, při němž hrál písně z prvních dvou alb kapely The Velvet Underground. Společně s dalšími dvěma členy Animal Collective (Panda Bear a Brian Weitz) zde vystoupili s písní „There She Goes Again“ a společně se všemi zúčastněnými hosty přispěl také do závěrečné písně „Sister Ray“. Jako Caleův host znovu vystoupil při třech koncertech v listopadu 2017 v New Yorku.